# Kamen Rider Gaim
Kamen Rider Gaim (仮面ライダー鎧武?, Kamen Raidā Gaimu) è la venticinquesima serie dedicata al franchise di Kamen Rider e l'uindicesima dell'era Heisei.

## Trama
Nella città di Zawame, una grande azienda nota come Yggdrasill Corporation ha trasformato il sobborgo una volta vivace in una città all'interno di un jōkamachi. Per sfuggire al conseguente sentimento di oppressione, molti dei giovani di Zawame hanno formato gruppi di ballo chiamati Beat Riders per riportare la gioia nella vita delle persone. Sempre più popolare è il gioco Inves, un simulatore che utilizza strani dispositivi noti come Lockseeds per evocare mostri noti come Inves. Kota Kazuraba, un membro del gruppo di ballo Team Gaim, cerca di trovare il suo posto nel mondo mentre è combattuto tra la sua lealtà verso i suoi compagni di squadra e l'insistenza di sua sorella Akira affinché inizi a comportarsi come un adulto e trovi un lavoro adeguato. Quando il capitano del Team Gaim scompare dopo aver informato Kota di una strana cintura che ha trovato, Kota scopre che i Lockseed e gli Inves provengono da una dimensione alternativa nota come Helheim Forest. Incontrando una ragazza misteriosa che assomiglia al suo compagno di squadra del Team Gaim e amico intimo Mai Takatsukasa, Kota usa una cintura Sengoku Driver e l'Orange Lockseed per diventare un guerriero con armatura da samurai che in seguito viene chiamato Armored Rider Gaim.